# Pont-Hébert
Pont-Hébert är en kommun i departementet Manche i regionen Normandie i norra Frankrike. Kommunen ligger i kantonen Saint-Jean-de-Daye som tillhör arrondissementet Saint-Lô. År 2018 hade Pont-Hébert 1 587 invånare.

## Befolkningsutveckling
Antalet invånare i kommunen Pont-Hébert
| Referens: INSEE |